# Calvados
 Denne artikel omhandler brændevinen Calvados. Opslagsordet har også en anden betydning, se Calvados (departement).
Calvados er æblebrændevin fra distriktet Calvados i Normandiet, Frankrig.
Produktet fremstilles ved at destillere egnens traditionelle, gærede æblesaft (cider). Destillatet behandles på samme måde som cognac.
Der fremstilles også cider og destilleret cider i Bretagne. Der hedder produktet Gwechall, som er bretonsk for "ældgammel".
Æblebrændevin fra andre steder i Frankrig må kaldes Eau-de-vie de Pomme. Ikke franske produkter er Apple Brandy, Applejack eller Aquardiente di Sidre.